# SL2
SL2 war ein britisches Danceprojekt der 1990er Jahre aus Loughton, Essex, das sich stilistisch in den Bereichen Acid House und Hardcore bewegte.

## Bandgeschichte
In den späten 1980er Jahren startete SL2 zunächst als Trio, zu dem neben den DJs Slipmatt (aka Matt Nelson) und Lime (aka John Fernandez) auch MC Jay J (aka Jason James) gehörte. Wie die meisten Jugendlichen in dieser Zeit, waren die Protagonisten mit Hip-Hop aufgewachsen und betätigten sich nun in der aufkeimenden Raveszene. Erster Erfolg stellte sich 1989 ein, als Slipmatts älterer Bruder als Partyorganisator unter dem Namen „Raindance“ Events im ganzen Land initiierte und SL2 als Resident-DJs engagierte. Slipmatt und Lime waren außerdem Mitbegründer der britischen Piratensender Awesome FM und Raw FM.
Ein Jahr später erschien die Debütsingle Do That Dance bei B-Ware Records, die sich zwar gut verkaufte, aber der Formation aufgrund der Praktik des Plattenlabels kein Geld einbrachte. Daraufhin gründeten die Musiker das eigene Label Awesome Records und veröffentlichte die Single DJ’s Take Control, von der zunächst 3500 Exemplare verkauft wurden. Dadurch wurde das Label XL Recordings auf SL2 aufmerksam und es kam zum Vertragsabschluss. Der nun wiederveröffentlichte Track DJ’s Take Control stieg im November 1991 in die UK-Charts und erreichte Platz 11.
Der endgültige Durchbruch im Vereinigten Königreich gelang im April 1992, als die Single On a Ragga Tip bis auf Rang 2 der englischen Hitparade kletterte. Ein weiterer, wenn auch kleinerer Single-Erfolg im selben Jahr war Way in My Brain / Drumbeats auf Platz 26. Aufgrund von Meinungsverschiedenheiten trennte sich SL2 1993. Ein Remix des Hits On a Ragga Tip platzierte sich 1997 auf Rang 31 der UK-Charts. Unter dem Namen Slipmatt & Lime erschien 2004 die Tranceplatte Our Future.

## Mitglieder
- Lime aka John Fernandez – DJ, Produzent
- Slipmatt aka Matt Nelson (eigentlich Matthew David Nelson) – DJ, Produzent
- Jay J (Jason James) – MC
- Kelly Overett (* 19. März 1972) – Tänzerin
- Jo Millett – Tänzerin

## Diskografie
Alben
- 2004: Our Future (als Slipmatt & Lime)

DJ-Mixe
- 2000: Absolute Old Skool Classics (mit DJ Phantasy; 2 CDs)

Singles
- 1989: Do That Dance
- 1991: The Noise / Bassquake
- 1991: DJ’s Take Control / Way in My Brain
- 1992: On a Ragga Tip
- 1992: Way in My Brain / Drumbeats
- 1997: On a Ragga Tip ’97
- 2015: The SL2 EP (4 mp3-Files)